# Jastus Farr
Jastus Farr es un personaje ficticio del universo Star Wars. Jastus Farr era uno de los caballeros jedi perteneciente a la Orden 66 que sobrevivieron al ataque de los soldados clon. Farr participó en las Guerras Clon, durante las cuales murió. De estatura considerable, portaba un sable de luz de color verde.

## Biografía
Cuando la Orden 66, jastus farr se reunió en el planeta Kessel, acudiendo los jedis Roblio Darté, Sia-Len Wezz, Ma Kis Shaala, Koffi Arana, Tsui Choi, Bultar Swan y el propio Farr, la reunión fue descubierta por Lord Darth Vader. En el combate posterior, Farr hirió en el hombro al mismo Darth Vader.
Tsui Choi, Roblio Darté y Jastus Farr, los tres únicos supervivientes, usaron el poder de la fuerza para enterrar a Darth Vader bajo una avalancha de piedras. Tras bajar la guardia, las tropas clon abrieron fuego y mataron a Farr.
- Datos: Q5927180